# Jaume Peralta Aparicio
Jaume Peralta Aparicio és un polític menorquí, trànsfuga del PSIB-PSOE.
Fou batlle des Castell des del 1983 fins al 1991. Aquest any sortí elegit pel PSIB com a conseller insular i diputat al Parlament Balear. En primera instància, votà a favor de l'elecció d'Albert Moragues com a president del Consell Insular de Menorca, però el 18 de setembre del 1991 va presentar i donar suport a una moció de censura contra Moragues que dugué a la presidència de l'entitat al popular Joan Huguet durant la legislatura 1991-1995. Va rebre crítiques del seu propi partit per irregularitats comeses durant el seu mandat com a batlle d'es Castell, però en sentència del 1993 va ser absolt de presumpta prevaricació.